# Tetragnatha kapua
Espèce
Tetragnatha kapua est une espèce d'araignées aranéomorphes de la famille des Tetragnathidae.

## Distribution
Cette espèce est endémique des îles Marquises en Polynésie française. Elle se rencontre sur Hiva Oa.

## Description
Le mâle holotype mesure 4,4 mm et la femelle paratype 5,2 mm.

## Publication originale
- Gillespie, 2003 : Marquesan spiders of the genus Tetragnatha (Araneae: Tetragnathidae). Journal of Arachnology, vol. 31, no 1, p. 62-77 (texte intégral).